# 女床三
武仙座ρ，又名BD+37 2878，HD 157778、SAO 66000、HR 6484，是武仙座的一颗恒星，视星等为5.47，位于銀經61.44，銀緯32.71，其B1900.0坐标为赤經17h 20m 13.6s，赤緯+37° 32.71′ 19″。